# San Marcos (Texas)
San Marcos je město ve Spojených státech amerických. Nachází se v okrese Caldwell County ve státě Texas (části města leží také v okresech Caldwell a Guadalupe. Ve městě žije přibližně 68 tisíc obyvatel a jeho rozloha činí 78,6 km². Je předměstím hlavního texaského města Austinu, přičemž je součástí jeho metropolitní oblasti. Leží na silnici Interstate 35 na silničním koridoru mezi Austinem a San Antoniem (od Austinu 48 kilometrů jihozápadně a od San Antonia 82 kilometrů severovýchodně) v regionu zvaném Centrální Texas. 
Sídlí zde Texaská státní univerzita v San Marcos. Městem protéká řeka Blanco River. Městem procházejí silnice Farm to Market Road 2439, Texas State Highway 123 a Ranch to Market Road 12. V roce 2010 označil město San Marcos týdeník Bloomberg Businessweek jako jedno z nejlepších amerických měst pro rodiny s dětmi. V letech 2013 a 2014 bylo město vůbec nejrychleji rostoucím městem v USA a Business Insider město v prosinci 2013 zařadil mezi deset nejzajímavějších malých měst v USA. V roce 2010 tvořili 54 % obyvatel běloši, 38 % Hispánci, 5 % Afroameričané a asi 1 % Asiaté. Panuje zde vlhké subtropické podnebí.